# رايلي إل. بيتس
رايلي إل. بيتس (بالإنجليزية: Riley L. Pitts) هو ضابط أمريكي، ولد في 15 أكتوبر 1937 في فاليس في الولايات المتحدة، وتوفي في 31 أكتوبر 1967 في فيتنام.